# تاتیسچف (پایگاه هوایی)
تاتیسچف (پایگاه هوایی) (به روسی: Татищево) یک پایگاه هوایی نظامی واقع در استان ساراتوف در کشور روسیه است که توسط Strategic Rocket Forces اداره می‌شود.